# Jose (album)
Jose è il sesto album in studio del cantante colombiano J Balvin, pubblicato il 2 settembre 2021 dalla Universal Latino.
L'album è stato candidato come miglior album di Musica Urbana alla 64ª edizione dei Grammy Awards.

## Descrizione
L'album è stato preceduto da sei singoli: Otra noche sin ti, 7 de mayo, Qué más pues?, Otro fili, In da Getto e Que locura. L'album include anche il singolo Un día (One Day) con Dua Lipa, Bad Bunny e Tainy. È l'album in studio più lungo mai pubblicato da Balvin, con una durata di 79 minuti.
Comprende le produzioni di Tainy, Sky Rompiendo, Skrillex, Taiko, De La Cruz, MVSIS, Mosty, Diplo, Rampa, Maximilian Jaeger, Wondra030, Jasper Helderman, Bas van Daalen, Jota Rosa, Leo RD, Richi López, ErickAnt, Jeff Kleinman, Lelo, Jazz, Lexuz, Keityn, Alex The Big Pieces e Fenix The Producer, insieme a collaborazioni con Sech, Yandel, Skrillex, Myke Towers, Jhay Cortez, Feid, Zion & Lennox, Ozuna, Tokischa, María Becerra, Khalid, Karol G, Nicky Jam, tra gli altri.
L'edizione deluxe dell'album è stata pubblicata il 17 dicembre 2021, con altre 8 tracce. inclusa una nuova apparizione come ospite di Arcángel in F40 (Remix).

## Successo commerciale
Commercialmente, l'album ha raggiunto la posizione 12 nella classifica Billboard 200 negli Stati Uniti, oltre a raggiungere il numero uno sia nella classifica Top Latin Albums che nella classifica Latin Rhythm Albums.

## Tracce
1. F40 – 2:41
2. Una nota (con Sech) – 2:50
3. Te acuerdas de mí (con Yandel) – 1:44
4. In da Getto (con Skrillex) – 2:10
5. Billetes de 100 (con Myke Towers) – 2:44
6. La venganza (con Jhay Cortez) – 4:07
7. Vestido – 3:06
8. Qué locura – 3:18
9. Bebé qué bien te ves (con Feid) – 3:46
10. Lo que Dios quiera – 3:14
11. Si te atreves (con Zion & Lennox) – 2:49
12. Fantasías – 3:15
13. Pa' guayarte (con Ozuna) – 3:17
14. Ganas de verte – 2:57
15. Perra (con Tokischa) – 2:37
16. 7 de mayo – 3:29
17. Suerte – 3:23
18. Querido río – 2:31
19. La familia – 4:11
20. Qué más pues? (con María Becerra) – 3:37
21. Otro fili (con Jay Wheeler) – 3:22
22. Otra noche sin ti (con Khalid) – 3:48
23. Poblado (Remix) (con Karol G e Nicky Jam feat. Crissin, Totoy El Frio e Natan & Shander) – 6:32
24. Un día (One Day) (con Dua Lipa, Bad Bunny e Tainy) – 3:51